# Ясмин Ханданович
Я́смин Ханда́нович (словен. Jasmin Handanovič; 28 січня 1978, Любляна), СФРЮ — словенський футболіст, воротар клубу «Марибор» та збірної Словенії.

## Кар'єра
Ясмин Ханданович почав кар'єру в клубі «Олімпія» з міста Любляна, в якому пройшов команди всіх віків. У сезоні 1997/98 Хандановіч дебютував в основі клубу. Після цього Ясмин провів в «Олімпії» ще 4 роки, провівши загалом 12 матчів у Чемпіонаті Словенії. У 2001 у він перейшов до клубу «Триглав» з міста Крань. Потім грав за клуб «Загір'я», «Свободу» і знову «Олімпію».
В 2005 Ханданович перейшов до «Коперу», який заплатив за трансфер голкіпера 300 тис. євро. Тут він став основним голкіпером команди, що зайняла третє місце в чемпіонаті і виграла Кубок Словенії. У тому ж сезоні Хандановіч був визнаний найкращим голкіпером чемпіонату Словенії.
У червні 2007 Ханданович, в статусі вільного агента, перейшов в італійську «Мантову». Він дебютував в основному складі команди в матчі з «Равенною». У першому сезоні Хандановіч грав за клуб не регулярно, але потім зміг завоювати місце в основі команди.

## Міжнародна кар'єра
У складі збірної Словенії Ханданович дебютував 19 листопада 2008 в матчі з Боснією і Герцеговиною, в якому відразу пропустив 4 голи, а його команда програла 3:4. 28 березня 2009 Хандановіч провів другу гру у футболці національний команди проти Чехії; гра завершилася внічию 0:0.

## Досягнення
- Чемпіон Словенії (6): 2011-12, 2012-13, 2013-14, 2014-15, 2016-17, 2018-19
- Володар Кубка Словенії (6): 1999-2000, 2005-06, 2006-07, 2011-12, 2012-13, 2015-16
- Володар Суперкубка Словенії (3): 2012, 2013, 2014

## Приватне життя
Двоюрідний брат іншого голкіпера національної збірної, Саміра Хандановича.

## Цікаві факти
- Ясмин — перший голкіпер-іноземець, який захищав кольори клубу «Мантова»[2].